# Peter Kretzschmar
Peter Kretzschmar (Lipcse, 1932. szeptember 17. – Rüdersdorf bei Berlin, 2018. szeptember 9.)  német kézilabdázó, edző.

## Pályafutása
Korábbi keletnémet válogatottként a közös német csapat tagjaként vett részt az 1958-as és az 1961-es világbajnokságon. Előbbi tornán bronzérmet szerzett, míg utóbbin negyedik helyen végzett a német válogatottal. 1963-ban tagja volt az NDK csapatának, amely az utolsó előtti alkalommal megrendezett szabadtéri világbajnokságon aranyérmet vehetett át. Hatvanhat alkalommal szerepelt a válogatottban. 
Edzőként az SC Leipzig női csapatának vezetőedzője volt, majd 1974 és 1986 közt a keletnémet női válogatott szövetségi kapitánya. 1975-ben és 1978-ban világbajnoki címet nyert a csapattal, 1976-ban olimpiai ezüst -, 1980-ban pedig bronzérmes lett a válogatottal.

## Magánélete
1971-ben feleségül vette Waltraud Hermannt, aki a Lipcsénél is és a válogatottnál is játékosa volt, és aki a kor egyik legjobb játékosának számított. Házasságukból egy fiú és egy lány gyermek született. Fia, Stefan Kretzschmar Európa-bajnok, olimpiai ezüstérmes kézilabdázó.
1963-ban megkapta a Hazafias Érdemrend bronzfokozatát.